# 马克-凯温·格尔纳
马克-凯温·格尔纳（德語：Marc-Kevin Goellner，1970年9月22日—），德国男子网球运动员。他曾代表德国参加1996年夏季奥林匹克运动会网球比赛，搭档大衛·普里諾西爾获得男子双打铜牌。